# Jedinstveni europski akt
Jedinstveni europski akt, ugovor potpisan 1986. godine kojim je prvi put značajnije modiﬁciran Rimski ugovor o Europskoj ekonomskoj zajednici. Njime su dani pravni temelji za stvaranje jedinstvenoga tržišta do 1. siječnja 1993. godine. Jedinstvenim europskim aktom također su deﬁnirane nove nadležnosti Zajednice (socijalna politika, gospodarska i socijalna kohezija, istraživanje i tehnološki razvoj, zaštita okoliša), pokrenuta suradnja u području vanjskih poslova, proširene ovlasti Europskoga parlamenta te pojednostavljen proces donošenja odluka u Vijeću ministara.

## Vanjske poveznice
- Jedinstveni europski akt na hrvatskom jeziku[neaktivna poveznica]